# 傅良佐
傅 良佐（ふ りょうさ）は清末民初の軍人。北京政府安徽派に属し、段祺瑞配下の「四大金剛」（他は靳雲鵬・徐樹錚・呉光新）の1人と称される。字は清節。

## 事績
1894年（光緒20年）、湖南時務学堂で学ぶが、まもなく北洋武備学堂に転学した。卒業後に日本に留学し陸軍士官学校第3期砲兵科を卒業した。帰国後は北洋督練処提調、兵備幇弁を歴任する。1907年（光緒33年）、東三省兵備処擬訂軍制に任ぜられ、まもなく吉林辺務幇弁兼護理督弁事宜に昇進した。その後、袁世凱に招聘され、軍事参議に任ぜられている。
中華民国成立後の1912年（民国元年）に、傅良佐は総統府軍事処処長に任ぜられ、中将に昇進した。同年11月、察哈爾省副都統に任ぜられる。翌年6月、直隷省に転任し、薊楡鎮守使や高等軍事裁判処処長などをつとめた。
1916年（民国5年）5月、傅良佐は陸軍部次長に栄転する。翌月の袁世凱死後、傅は段祺瑞率いる安徽派に属し、「四大金剛」の1人として有力幹部と目されている。翌年7月の張勲復辟では、傅は段を補佐して張勲の掃討戦を敢行した。翌月、この功績もあって湖南督軍兼冠威将軍に任ぜられている。しかし同年11月、傅は陸栄廷ら旧広西派（旧桂系）との戦いに敗北し、湖南を追われてしまう。後に辺防督弁公署参謀長に転じた。
1920年（民国9年）7月の安直戦争の際に、傅良佐は段祺瑞の密使として天津で直隷派との交渉にあたった。しかし、傅はかえって直隷派に逮捕、収監されてしまう。結局、安徽派は安直戦争で敗北し、傅は1922年（民国11年）5月にようやく釈放される。その後、傅は引退して天津に引きこもった。
1926年（民国15年）、天津で死去。

## 注
1. ↑  徐友春『民国人物大辞典 増訂版』2010頁は「1887年（清光緒13年）生まれ」としているが、この生年では湖南時務学堂入学以後の経歴との整合性がとれない。そのため本記事では「生年不詳」とする。